# Digitaria breedlovei
Digitaria breedlovei är en gräsart som beskrevs av Richard Walter Pohl och Gerrit Davidse. Digitaria breedlovei ingår i släktet fingerhirser, och familjen gräs. Inga underarter finns listade i Catalogue of Life.